# 5. listopad
5. listopad je 309. den roku podle gregoriánského kalendáře (310. v přestupném roce). Do konce roku zbývá 56 dní.

## Události

### Česko
- 1874 – Konal se první ročník Velké pardubické.
- 1882 – Na pražském Žofíně poprvé zaznělo souborné provedení Mé vlasti Bedřicha Smetany
- 1905 – V Praze se konalo další shromáždění ve prospěch všeobecného volebního práva. Po zásahu policie došlo k nepokojům, které si vyžádaly jeden lidský život.
- 1935 – Novým předsedou československé vlády se stal Milan Hodža. Do státní politiky se tak promítly změny, k nimž docházelo uvnitř agrární strany.
- 1938 – Po odstoupení Sudet Německu byla rozpuštěna Henleinova Sudetoněmecká strana a její členové vstoupili do nacistické strany NSDAP.
- 1949 – Ve věznici Pankrác bylo oběšeno šest nestraníků (Vratislav Polesný, Vratislav Janda, Josef Charvát, Emanuel Čančík, Květoslav Prokeš a dr. Jaroslav Borkovec), představitelů odbojových skupin, v souvislosti s přípravou údajného květnového protikomunistického povstání 1949 (první masová justiční vražda v totalitním režimu).
- 1985 – Pod podlahou zámku v Bečově nad Teplou na Karlovarsku nalezli kriminalisté jednu z nejcennějších památek na území České republiky – románský Relikviář svatého Maura pocházející ze 13. století.
- 1992 – V pražské nemocnici Na Homolce byl uveden do běžného provozu Leksellův gama nůž, zakoupený za 100 milionů korun z dobročinné sbírky Konto Míša organizované Nadací Charty 77 (první zkušební operaci provedl krátce předtím, 26. října téhož roku).

### Svět
- 1414 – V Kostnici byl zahájen kostnický koncil, v jeho průběhu byl mimo jiné souzen a upálen Jan Hus a sesazen papež Jan XXIII.
- 1605 – V Anglii bylo odhaleno Spiknutí střelného prachu, zajat jeho organizátor Guy Fawkes.
- 1757 – Pruský král Fridrich II. Veliký porazil francouzsko–rakouská koaliční vojska v bitvě u Rossbachu.
- 1914 – Spojené království krátce po vstupu Osmanské říše do první světové války oficiálně anektovalo Kypr, který mělo před tím pronajaté od Turků dle smlouvy.
- 2006 – Irácký diktátor Saddám Husajn byl odsouzen k smrti oběšením za zločiny proti lidskosti.
- 2017 – V baptistickém kostele v texaském Sutherland Springs zastřelil Devin Patrick Kelley 26 osob a dalších 20 zranil.

## Narození

### Česko

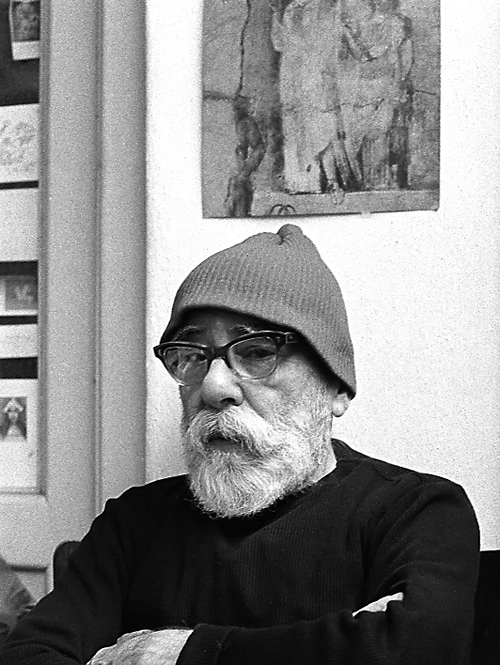
Jan Zrzavý (* 1890)

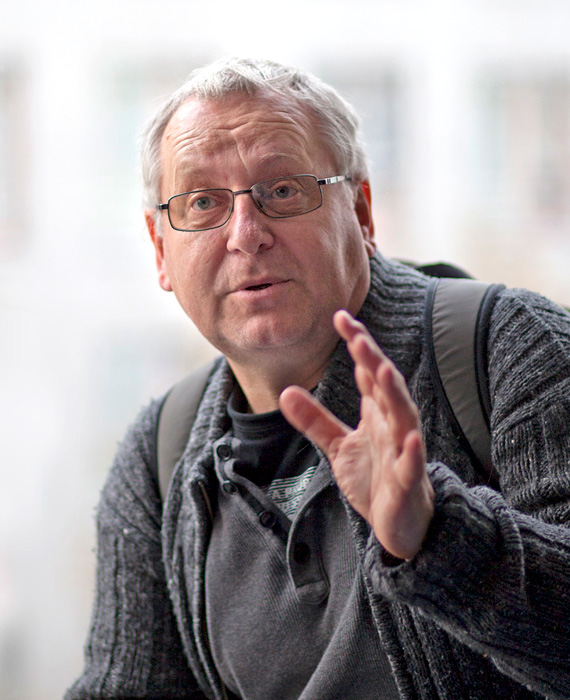
Václav Cílek (* 1955)

- 1708 – Josef Bonaventura Piter, kněz a historik († 15. května 1764)
- 1816 – Josef Drahorád, hudební skladatel († 24. ledna 1895)
- 1832
  - Josef Smolík, matematik, numismatik a historik († 12. září 1915)
  - Antonín Otakar Zeithammer, politik († 13. listopadu 1919)
- 1837 – Friedrich von Leitenberger, podnikatel a politik německé národnosti († 26. října 1899)
- 1849 – Antonín Truhlář, literární historik († 10. září 1908)
- 1852 – František Musil, skladatel, varhaník a hudební pedagog († 28. listopadu 1908)
- 1858
  - Vavřinec Josef Dušek, historik, dialektolog, etnograf a překladatel († 17. března 1911)
  - Otto Biermann, matematik († 28. dubna 1909)
- 1867 – František Xaver Jiřík, historik umění, ředitel Uměleckoprůmyslového muzea v Praze († 27. ledna 1947)
- 1880 – Antonín Machát, československý politik († 26. února 1967)
- 1881 – Cyril Dušek, československý politik († 12. ledna 1924)
- 1883 – Emerich Rath, všestranný sportovec německé národnosti († 21. prosince 1962)
- 1885 – Karel Hugo Hilar, režisér, básník, dramatik († 6. března 1935)
- 1890 – Jan Zrzavý, malíř a grafik († 12. října 1977)
- 1892 – Otakar Zítek, operní režizér, hudební skladatel a spisovatel († 28. dubna 1955)
- 1909 – Bruno Sojka, československý automobilový závodník († 30. června 1951)
- 1917 – Jaroslav Kos, lékař, zakladatel anatomického ústavu v Plzni († 15. října 2012)
- 1920 – Václav Lohniský, divadelní režisér a filmový herec († 18. února 1980)
- 1922 – Václav Lídl, hudební skladatel († 10. srpna 2004)
- 1924
  - Ivan Řezáč, hudební skladatel († 26. prosince 1977)
  - Karel Stibor, hokejista († 8. listopadu 1948)
- 1926 – Karel Tomáš, československý fotbalový reprezentant
- 1929 – Petr Helbich, lékař a fotograf
- 1931 – Jan Švéda, reprezentant ve veslování, bronzová medaile na LOH 1960 († 14. prosince 2007)
- 1932 – Miroslav Červenka, básník a literární vědec († 19. listopadu 2005)
- 1935 – Antonín Kubálek, klavírista († 19. ledna 2011)
- 1938 – Jan Klíma, fyzik, spisovatel a překladatel
- 1947 – Michael Marčák, ilustrátor, karikaturista a politický komentátor († 12. července 2012)
- 1948 – Ivan Rektor, neurolog
- 1955 – Václav Cílek, geolog, klimatolog, spisovatel, filozof, překladatel a popularizátor vědy
- 1959 – Daniel Hutňan, česko-slovenský speleo-potápěč a jeskyňář († 26. června 2020)
- 1960 – Lumír Poláček, archeolog
- 1964 – Eva Pavlová, první dáma
- 1971 – Jakub Holík, bývalý římskokatolický kněz
- 1974 – Marek Holeček, horolezec

### Svět

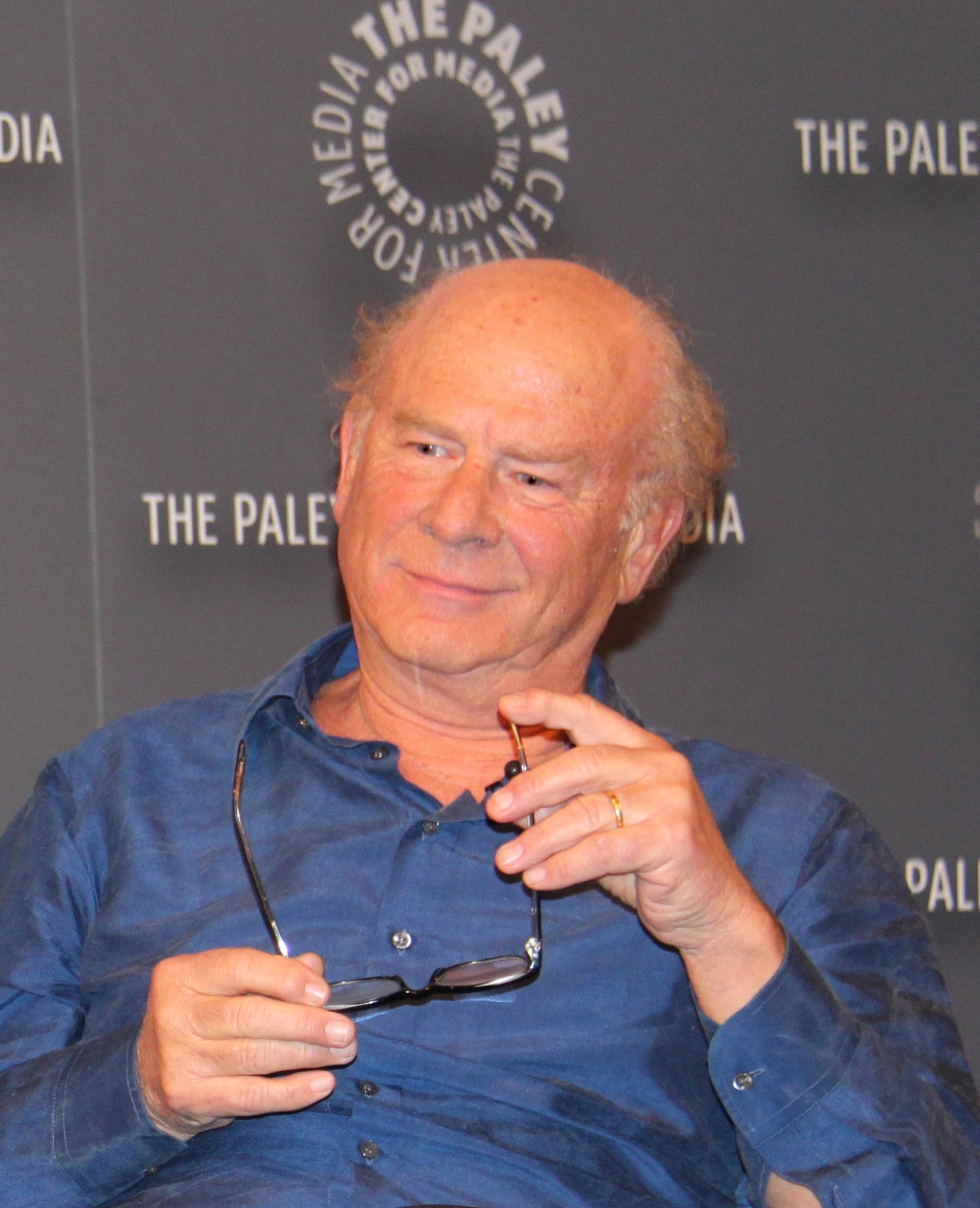
Art Garfunkel (* 1941)

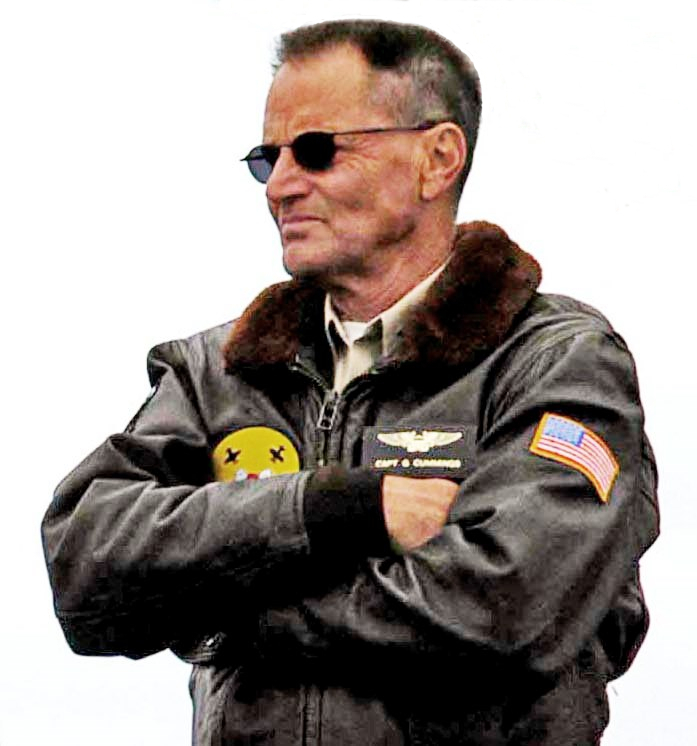
Sam Shepard (1943–2017)

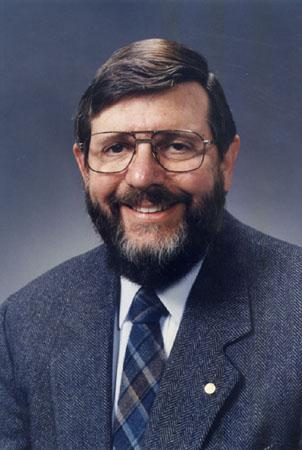
William Daniel Phillips (* 1948)

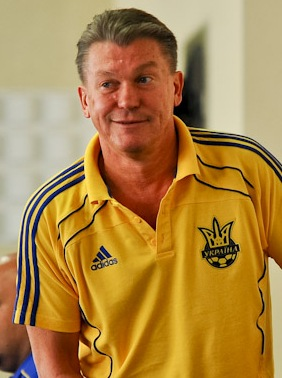
Oleg Blochin (* 1952)

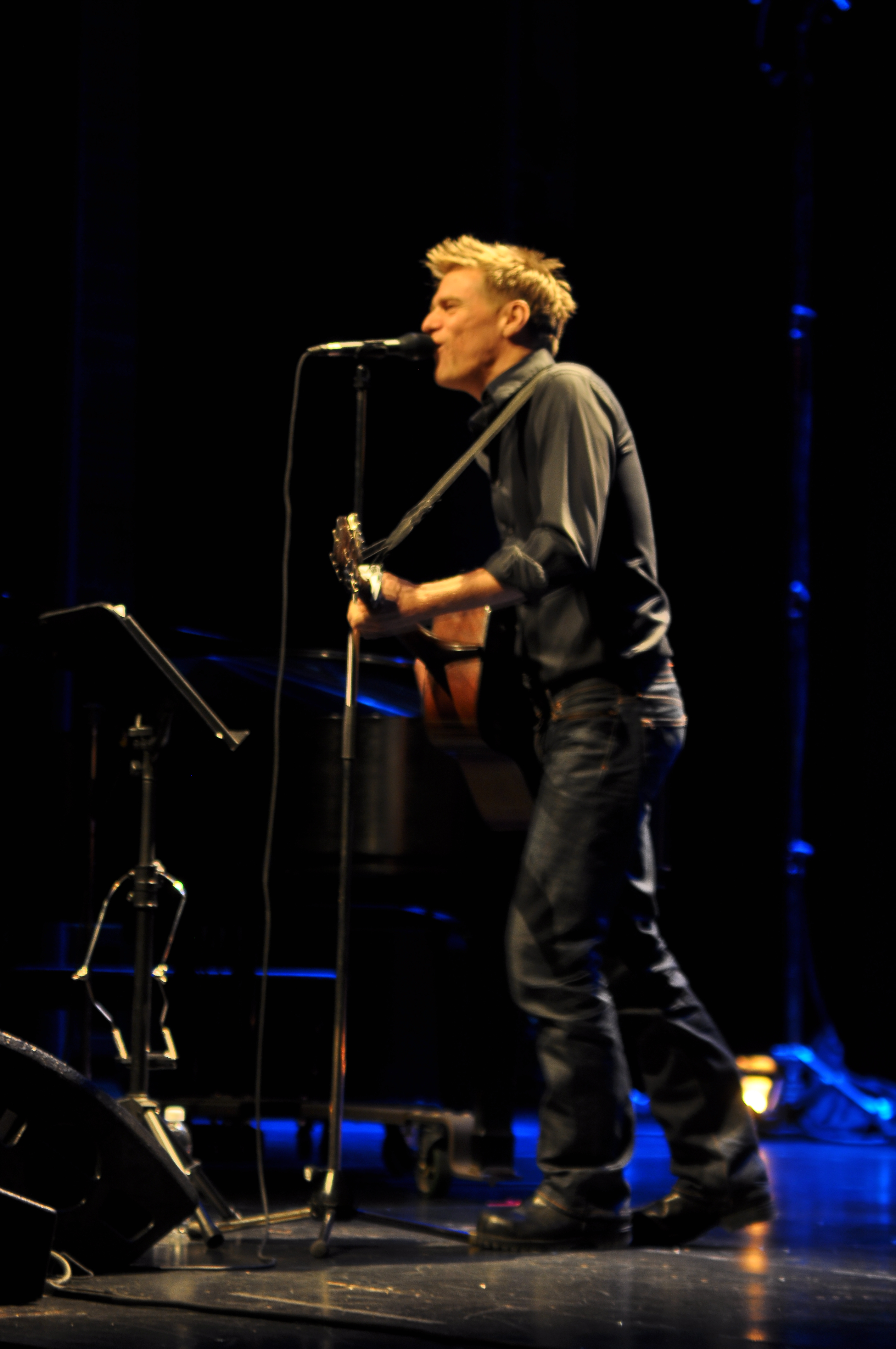
Bryan Adams (* 1959)

- 0430 – Sidonius Apollinaris, galorománský básník a biskup († 489)
- 1494 – Hans Sachs, německý meistersinger († 9. ledna 1576)
- 1516 – Martin Helwig, slezský (německý) kartograf († 26. ledna 1574)
- 1911 – Ibrahim I., osmanský sultán († 18. srpna 1648)
- 1701 – Pietro Longhi, benátský malíř († 8. května 1785)
- 1742 – Richard Cosway, přední anglický portrétní malíř doby nazývané v Anglii regentství († 4. července 1821)
- 1755 – Šarlota Hesensko-Darmstadtská, meklenbursko-střelická vévodkyně († 12. prosince 1785)
- 1770 – Dominique Joseph Vandamme, francouzský generál († 15. července 1830)
- 1778 – Giovanni Battista Belzoni, italský cestovatel a archeolog († 3. prosince 1823)
- 1810 – Franciszek Jan Smolka, rakouský politik polského původu († 4. prosince 1899)
- 1820 – Ernest August Hellmuth von Kiesenwetter, německý entomolog († 18. března 1880)
- 1845 – Paul Renouard, francouzský malíř, litograf, rytec a ilustrátor († 2. ledna 1924)
- 1854 – Paul Sabatier, francouzský chemik, nositel Nobelovy ceny za chemii († 14. srpna 1941)
- 1855 – Eugene V. Debs, americký vůdce odborů († 20. října 1926)
- 1866 – Machiel Hendricus Laddé, nizozemský fotograf a filmový režisér († 18. února 1932)
- 1869 – Frigyes Szapáry, rakousko-uherský diplomat († 18. března 1935)
- 1873 – Edwin Flack, australský atlet a tenista, olympijský vítěz († 10. ledna 1935)
- 1876 – Raymond Duchamp-Villon, francouzský sochař († 9. října 1918)
- 1885 – Will Durant, americký historik a filozof († 7. listopadu 1981)
- 1887 – Paul Wittgenstein, rakouský jednoruký pianista († 1961)
- 1892 – J. B. S. Haldane, britský genetik a evoluční biolog († 1. prosince 1964)
- 1893 – Raymond Loewy, americký grafik a návrhář (Coca-cola, Shell) († 14. července 1986)
- 1894
  - Harold Innis, kanadský ekonom a mediální teoretik († 8. listopadu 1952)
  - Beardsley Ruml, americký statistik a ekonom († 19. dubna 1960)
- 1902 – Charles Pacôme, francouzský zápasník, zlato na OH 1932 († 1. října 1978)
- 1903 – Roy Stryker, americký ekonom a fotograf († 27. září 1975)
- 1905
  - Bruno Gesche, velitel Hitlerovy osobní stráže († 1980)
  - Louis Rosier, francouzský automobilový závodník († 29. října 1956)
- 1909 – Ivo Lapenna, chorvatský profesor mezinárodního práva a dějin diplomacie a esperantista († 15. prosince 1987)
- 1910 – Louis Évely, belgický křesťanský spisovatel († 30. srpna 1985)
- 1912 – Leonardo Cilaurren, španělský fotbalista († 9. prosince 1969)
- 1913
  - Vivien Leighová, anglická herečka († 8. července 1967)
  - Sam Ruben, americký biochemik († 28. září 1943)
- 1919 – Félix Gaillard, premiér Francie († 10. července 1970)
- 1920 – Douglass North, americký ekonom, nositel Nobelovy ceny († 23. listopadu 2015)
- 1921
  - Georges Cziffra, klavírista maďarského původu († 15. ledna 1994)
  - Fawzia Egyptská, císařovna Íránu († 2. července 2013)
- 1925 – Robert Gardner, americký filmař, režisér a antropolog († 21. června 2014)
- 1926 – John Berger, britský spisovatel († 2. ledna 2017)
- 1929 – Lennart Johansson, švédský fotbalový funkcionář († 4. června 2019)
- 1931
  - Ike Turner, americký kytarista, zpěvák a hudební producent (manžel Tiny Turner) († 12. listopadu 2007)
  - Charles Taylor, kanadský sociolog, politický vědec a filozof
  - Sergio Larrain, chilský fotograf († 7. února 2012)
- 1936
  - Ivan Stambolić, srbský komunistický politik († 25. srpna 2000)
  - Uwe Seeler, německý fotbalista (†  21. července 2022)
- 1938 – Joe Dassin, americko-francouzský zpěvák, kytarista a hudební skladatel († 20. srpna 1980)
- 1940 – Elke Sommerová, německá herečka
- 1941 – Art Garfunkel, americký hudebník (Simon and Garfunkel)
- 1943 – Sam Shepard, americký spisovatel, hudebník, scenárista, herec a režisér († 27. července 2017)
- 1946 – Gram Parsons, americký hudebník († 19. září 1973)
- 1947 – Peter Noone, anglický písničkář, kytarista, pianista a herec
- 1948
  - Peter Hammill, anglický zpěvák, skladatel
  - Bernard-Henri Lévy, francouzský filozof
  - William Daniel Phillips, americký fyzik, Nobelova cena za fyziku 1997
- 1949 – Armin Shimerman, americký herec
- 1950 – Thorbjørn Jagland, premiér Norska
- 1952
  - Oleg Blochin, ukrajinský fotbalista a politik
  - Vandana Shiva, indická spisovatelka, ekoložka a feministka
- 1954 – Jeffrey Sachs, americký ekonom
- 1955 – Rupert Thomson, anglický romanopisec
- 1956 – Mark Kirkland, americký režisér
- 1958 – Robert Patrick, americký herec
- 1959 – Bryan Adams, kanadský hudebník
- 1960 – Tilda Swinton, britská herečka
- 1961
  - Charles Hobaugh, americký astronaut
  - Alan Poindexter, americký astronaut (* 1. července 2012)
- 1962 – Benjamin Alvin Drew, americký pilot a astronaut
- 1963
  - Tatum O'Neal, americká herečka, držitelka Oscara
  - Jean-Pierre Papin, francouzský fotbalista
- 1964
  - Famke Janssenová, nizozemská herečka
  - Abédi Pelé, ghanský fotbalista
- 1968 – Sam Rockwell, americký herec
- 1974
  - Ryan Adams, americký hudebník
  - Angela Gossow, německá death metalová zpěvačka a hudební manažerka
- 1980 – Christoph Metzelder, německý fotbalista
- 1982
  - Chris Garneau, americký zpěvák-skladatel a hudebník
  - Rob Swire, australský zpěvák, hudebník a hudební producent (Pendulum)
- 1984 – Eliud Kipchoge, keňský atlet
- 1985 – Olga Kučerenková, ruská atletka, skokanka do dálky
- 1991 – Flume, australský DJ a hudební producent
- 1992 – Marco Verratti, italský fotbalista
- 1999 – Loena Hendrickxová, belgická krasobruslařka

## Úmrtí

### Česko
- 1833 – Josef II. Schwarzenberg, šlechtic (* 27. června 1769)
- 1842 – Salesius Krügner, opat kláštera v Oseku u Duchcova (* 26. července 1781)
- 1845 – Jan Evangelista Mácha, kněz a teolog (* 16. prosince 1798)
- 1917 – Čeněk Gregor, stavitel a politik (* 17. srpna 1847)
- 1924 – Franz Röttel, československý politik německé národnosti (* 16. ledna 1871)
- 1937 – Josef Rovenský, filmový režisér (* 17. dubna 1894)
- 1949 – byly popraveni představitelé skupin nestraníků:
  - Vratislav Janda, československý voják, účastník protinacistického a protikomunistického odboje (* 1. srpna 1913)
  - Josef Charvát, účastník protikomunistického odboje (* 28. července 1923)
- 1951
  - Bedřich Antonín Wiedermann, varhanní virtuos, hudební pedagog a skladatel (* 10. listopadu 1883)
  - Zdeněk V. Tobolka, historik, politik a knihovník (* 21. června 1874)
- 1953
  - Ferdinand Hrejsa, evangelický teolog a historik (* 19. ledna 1867)
  - Ludwig Freund, přírodovědec (* 19. června 1878)
- 1972 – Lubor Bárta, hudební skladatel (* 8. srpna 1928)
- 1975 – Antonín Friedl, historik umění (* 13. června 1890)
- 1981 – Josef Plojhar, kněz a politik (* 2. března 1902)
- 1982 – Miloš Klimek, československý fotbalový reprezentant (* 20. května 1924)
- 1987 – Josef Kutík, spisovatel (* 5. dubna 1923)
- 1989 – Jan Šprincl, filolog, překladatel z řečtiny a latiny a básník (* 1. září 1917)
- 1991 – Jan Lebeda, katolický kněz a biskup (* 23. dubna 1913)
- 1992 – Zbyšek Pantůček, kabaretní zpěvák (* 16. února 1938)
- 1995 – Ernest Gellner, filozof, sociolog a antropolog (* 9. prosince 1925)
- 1997
  - Jindřich Martiš, horolezec a filmař (* 20. března 1952)
  - Helena Šmahelová, spisovatelka (* 14. července 1910)
- 2005 – Michal Tošovský, politik (* 16. února 1951)
- 2007 – Jiří Kohoutek, archeolog a historik (* 30. července 1952)
- 2009 – Stella Májová, herečka a zpěvačka (* 19. července 1923)

### Svět

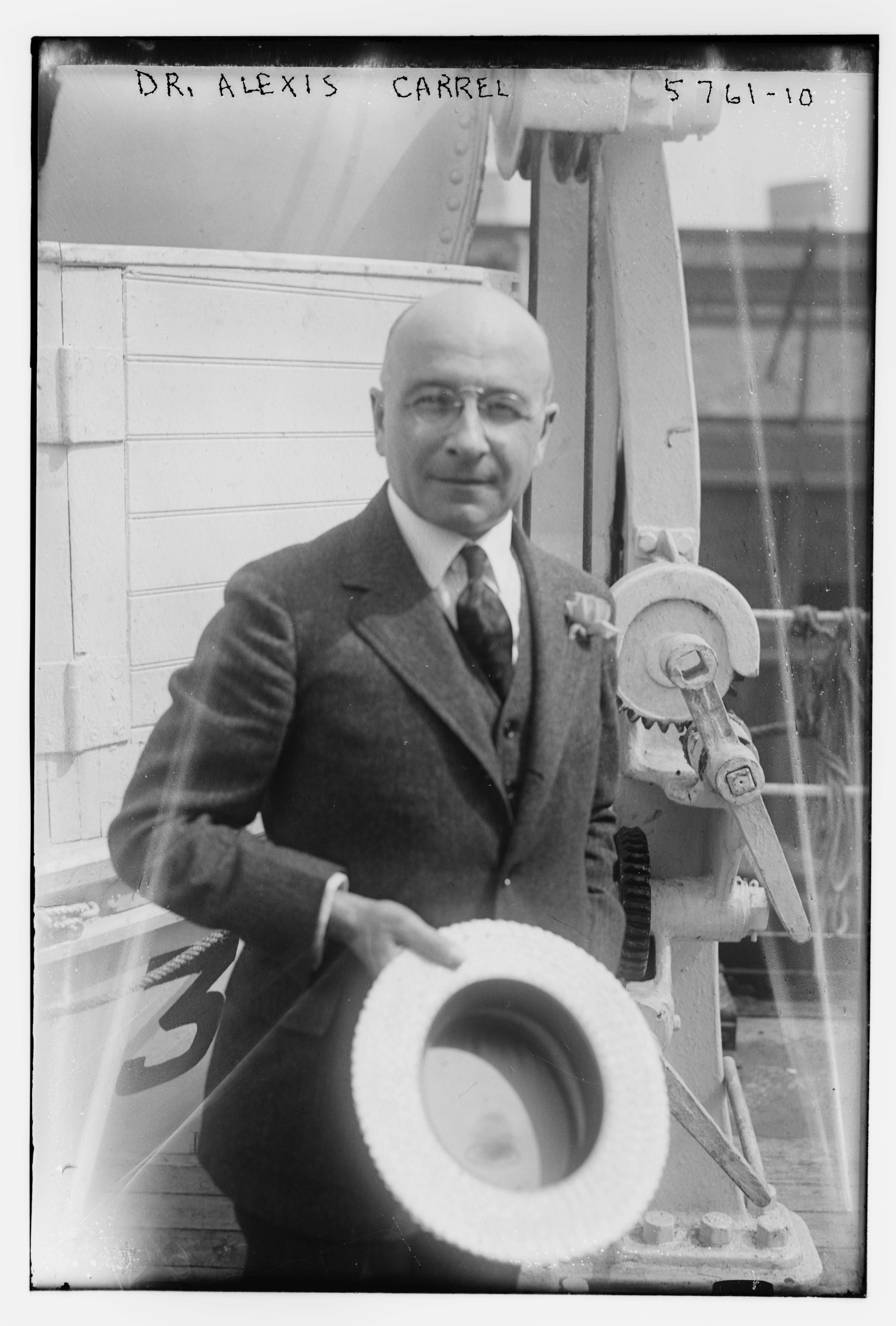
Alexis Carrel († 1944)

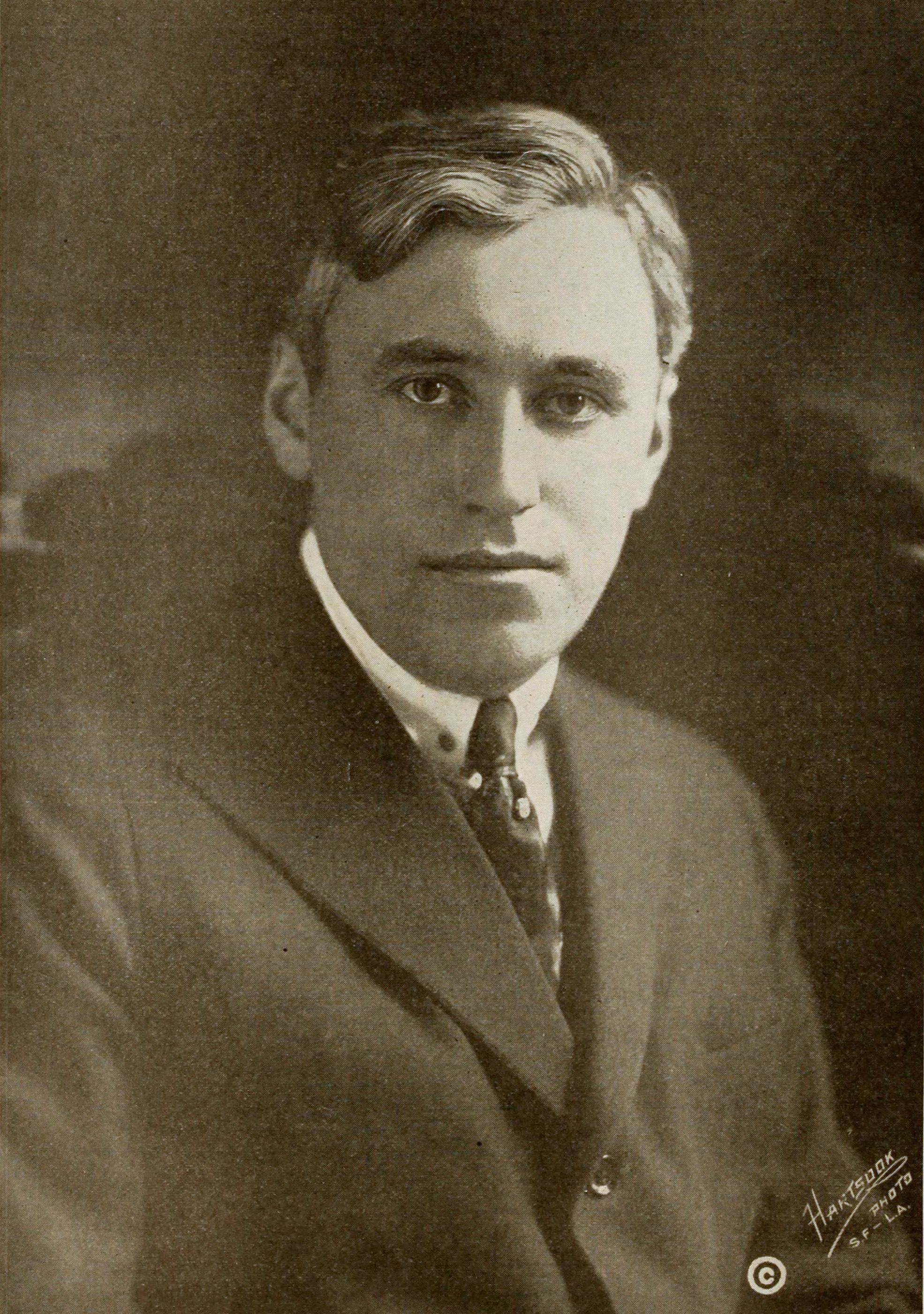
Mack Sennett († 1960)

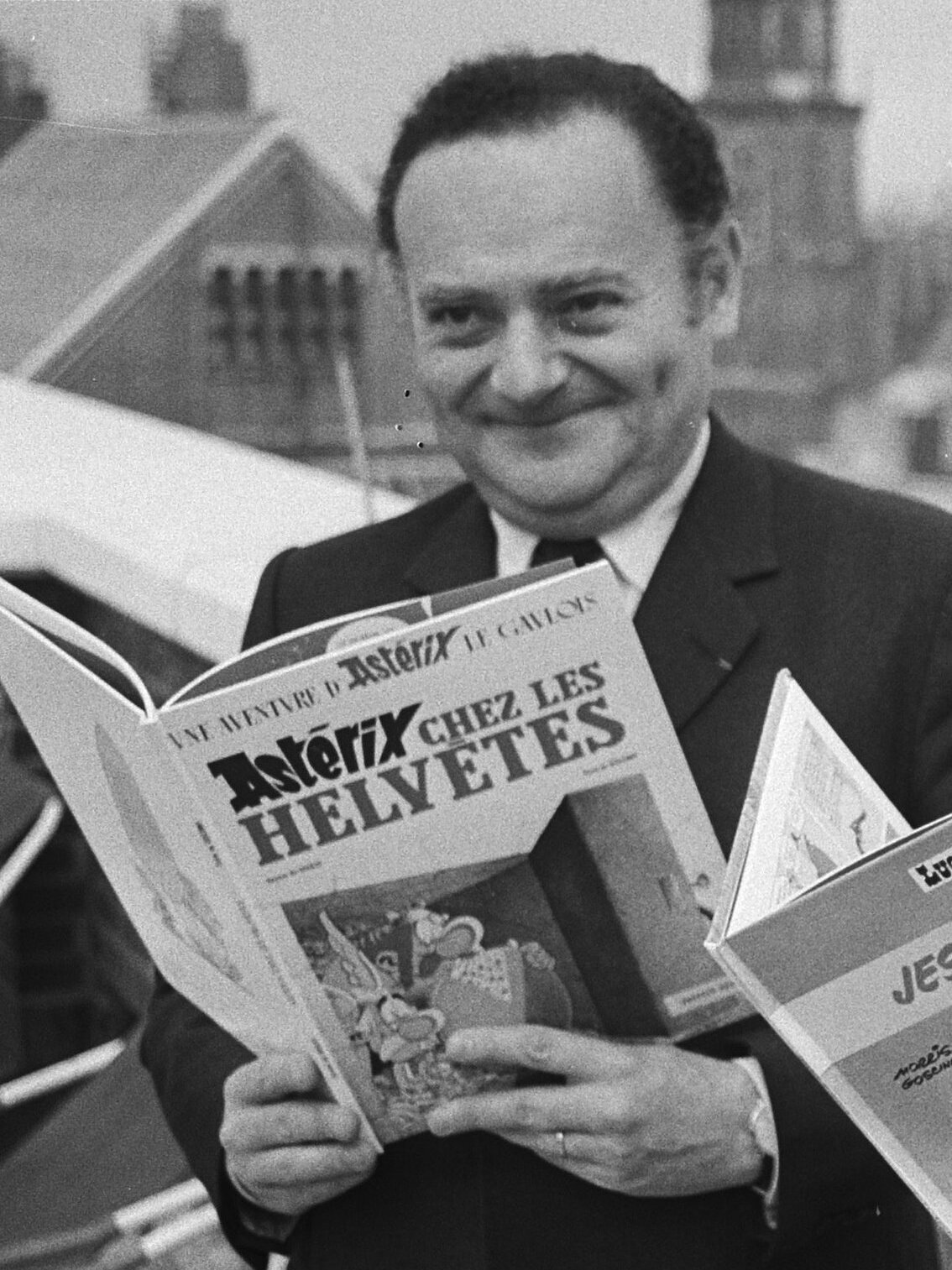
René Goscinny († 1977)

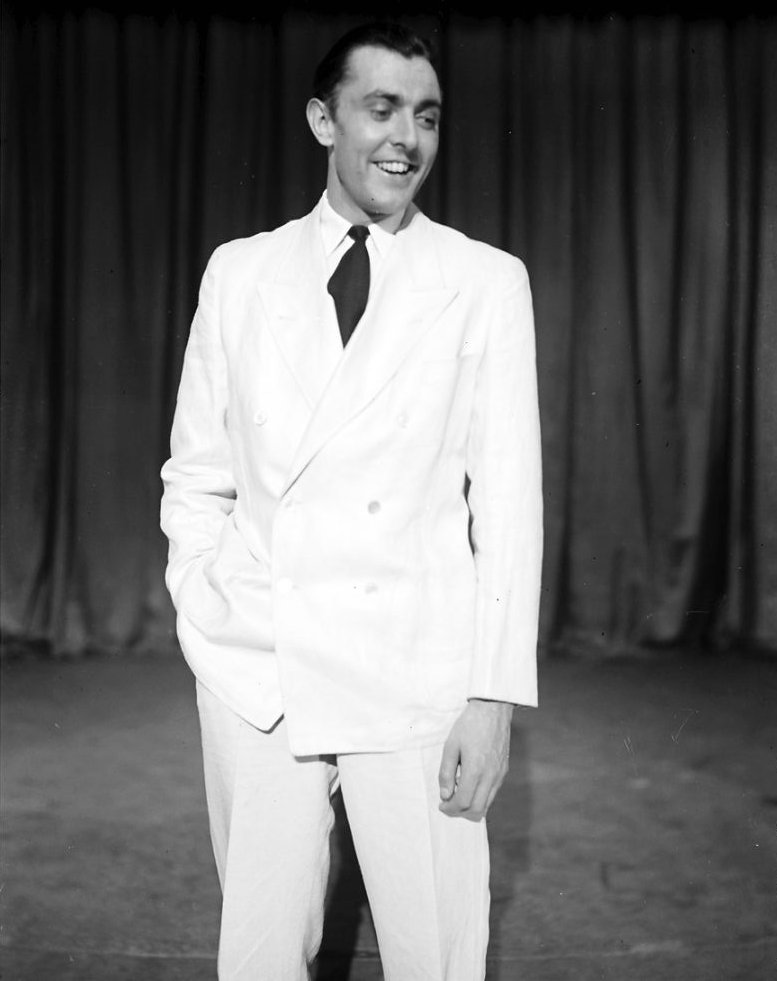
Jacques Tati († 1982)

- 1235 – Alžběta Štaufská, kastilská a leonská královna (* 1203)
- 1327 – Jakub II. Aragonský, král sicilský, aragonský, valencijský a sardinský (* 10. srpna 1267)
- 1370 – Kazimír III. Veliký, polský král (* 1310)
- 1618 – Eliáš Lányi, slovenský církevní hodnostář a spisovatel (* 1570)
- 1660 – Alexandre de Rhodes, francouzský misionář ve Vietnamu (* 15. března 1591)
- 1718 – Camille Le Tellier de Louvois, generální vikář arcidiecéze remešské (* 11. dubna 1675)
- 1729 – Carlo Mondini, italský biolog a lékař († 4. září 1803)
- 1760 – Pierre Février, francouzský hudební skladatel, varhaník a cembalista (* 21. března 1696)
- 1803 – Choderlos de Laclos, francouzský spisovatel a generál (* 1741)
- 1807
  - Angelica Kauffmanová, švýcarská malířka (* 30. října 1741)
  - Johann Friedrich Wilhelm Herbst, německý přírodovědec a entomolog (* 1. listopadu 1743)
- 1828 – Sofie Dorota Württemberská, manželka cara Pavla I. (* 25. října 1759)
- 1850 – Ferdinand Karel Josef Rakouský-Este, rakouský arcivévoda a polní maršál (* 25. dubna 1781)
- 1879 – James Clerk Maxwell, skotský fyzik (* 13. listopadu 1831)
- 1906 – Georg Krauss, německý průmyslník (* 25. prosince 1826)
- 1908 – Andrew Graham, irský astronom (* 8. dubna 1815)
- 1914 – August Weismann, německý biolog (* 17. ledna 1834)
- 1918
  - Roman Malinovskij, ruský revolucionář (* 18. března 1876)
  - Victor Anestin, rumunský novinář a spisovatel science fiction (* 17. září 1875)
- 1924 – Fatma Pesend Hanımefendi, jedenáctá manželka osmanského sultána Abdulhamida II. (* 13. ledna 1876)
- 1930 – Christiaan Eijkman, nizozemský lékař, nositel Nobelovy ceny za fyziologii a medicínu (* 11. srpna 1858)
- 1931 – Konrad Stäheli, švýcarský sportovní střelec, trojnásobný olympijský vítěz 1900 (* 17. prosince 1866)
- 1942 – Irena Řecká a Dánská, dcera řeckého krále Pavla I. Řeckého
- 1944 – Alexis Carrel, francouzský lékař, nositel Nobelovy ceny (* 28. června 1873)
- 1951 – Reggie Walker, jihoafrický sprinter, olympijský vítěz (* 16. března 1889)
- 1955 – Maurice Utrillo, francouzský malíř (* 26. prosince 1883)
- 1956 – Art Tatum, americký klavírista (* 13. října 1909)
- 1960
  - August Gailit, estonský spisovatel (* 9. ledna 1891)
  - Mack Sennett, americký filmový herec a režisér (* 17. ledna 1880)
  - Jasuna Kozono, velitel japonského císařského námořního letectva (* 1. listopadu 1902)
  - Johnny Horton, americký zpěvák (* 30. dubna 1925)
- 1963 – Thomas Griffith Taylor, anglický geograf, antropolog (* 1. prosince 1880)
- 1967
  - Maximos IV. Saïgh, syrský kardinál, patriarcha antiochijský (* 10. dubna 1878)
  - Joseph Kesselring, americký spisovatel (* 21. července 1902)
- 1971 – Gustáv Plavec, slovenský evangelický farář a spisovatel (* 4. dubna 1904)
- 1975
  - Lionel Trilling, americký literární teoretik a kritik (* 4. července 1905)
  - Ján Kostra, slovenský básník, malíř, esejista a překladatel (* 1910)
- 1976 – Willi Hennig, německý biolog (* 20. dubna 1913)
- 1977
  - Alexej Stachanov, sovětský horník a národní hrdina SSSR (* 3. ledna 1906)
  - René Goscinny, francouzský autor komiksů (* 1926)
- 1980 – Karel Hejma, československý fotbalový reprezentant (* 10. srpna 1905)
- 1982 – Jacques Tati, francouzský režisér, scenárista a herec (* 9. října 1907)
- 1985 – Karol Duchoň, slovenský zpěvák (* 21. dubna 1950)
- 1987 – Elimelech Rimalt, ministr komunikací Izraele (* 1. listopadu 1907)
- 1989 – Vladimir Horowitz, rusko-americký pianista (* 1. října 1903)
- 1991 – Robert Maxwell, britský žurnalista a multimilionář (* 10. června 1923)
- 1992
  - Arpad Elo, americký fyzik maďarského původu (* 25. srpna 1903)
  - Jan Oort, nizozemský astronom (* 28. dubna 1900)
- 1994 – Patrick Dean, britský diplomat (* 16. března 1909)
- 1996 – Eddie Harris, americký saxofonista (* 20. října 1934)
- 1997 – Isaiah Berlin, rusko-britský filozof (* 6. června 1909)
- 2005
  - Link Wray, americký kytarista a zpěvák (* 2. května 1929)
  - John Fowles, britský spisovatel a esejista (* 31. března 1926)
- 2006 – Pietro Rava, italský fotbalista (* 21. ledna 1916)
- 2007 – Nils Liedholm, švédský fotbalista (* 8. října 1922)
- 2010 – Hajo Herrmann, německý letec (* 1. srpna 1913)
- 2014 – Manitas de Plata, francouzský kytarista (* 7. srpna 1921)
- 2022 – Aaron Carter, americký rapper (* 7. prosince 1987)

## Svátky
| 5. listopad v pražském KlementinuÚdaje jsou platné k 29. 4. 2025. | 5. listopad v pražském KlementinuÚdaje jsou platné k 29. 4. 2025. | 5. listopad v pražském KlementinuÚdaje jsou platné k 29. 4. 2025. |
| minimum                                                           | denní průměr                                                      | maximum                                                           |
| ----------------------------------------------------------------- | ----------------------------------------------------------------- | ----------------------------------------------------------------- |
| −5,2 °C (1804)                                                    | 6,6 °C (od 1961)                                                  | 18,2 °C (2010)                                                    |

### Česko
- Miriam
- Emerich, Mirko, Mirek
- Věduna
- Zachar, Zachariáš

Liturgický kalendář
- Svatí Zachariáš a Alžběta
- Blandina
- Emerich

### Svět
- Světový den připomenutí následků tsunami
- Spojené království, Nový Zéland, Kanada: Noc Guye Fawkese
- USA: Den bankovních převodů